# シェラトン都ホテル東京

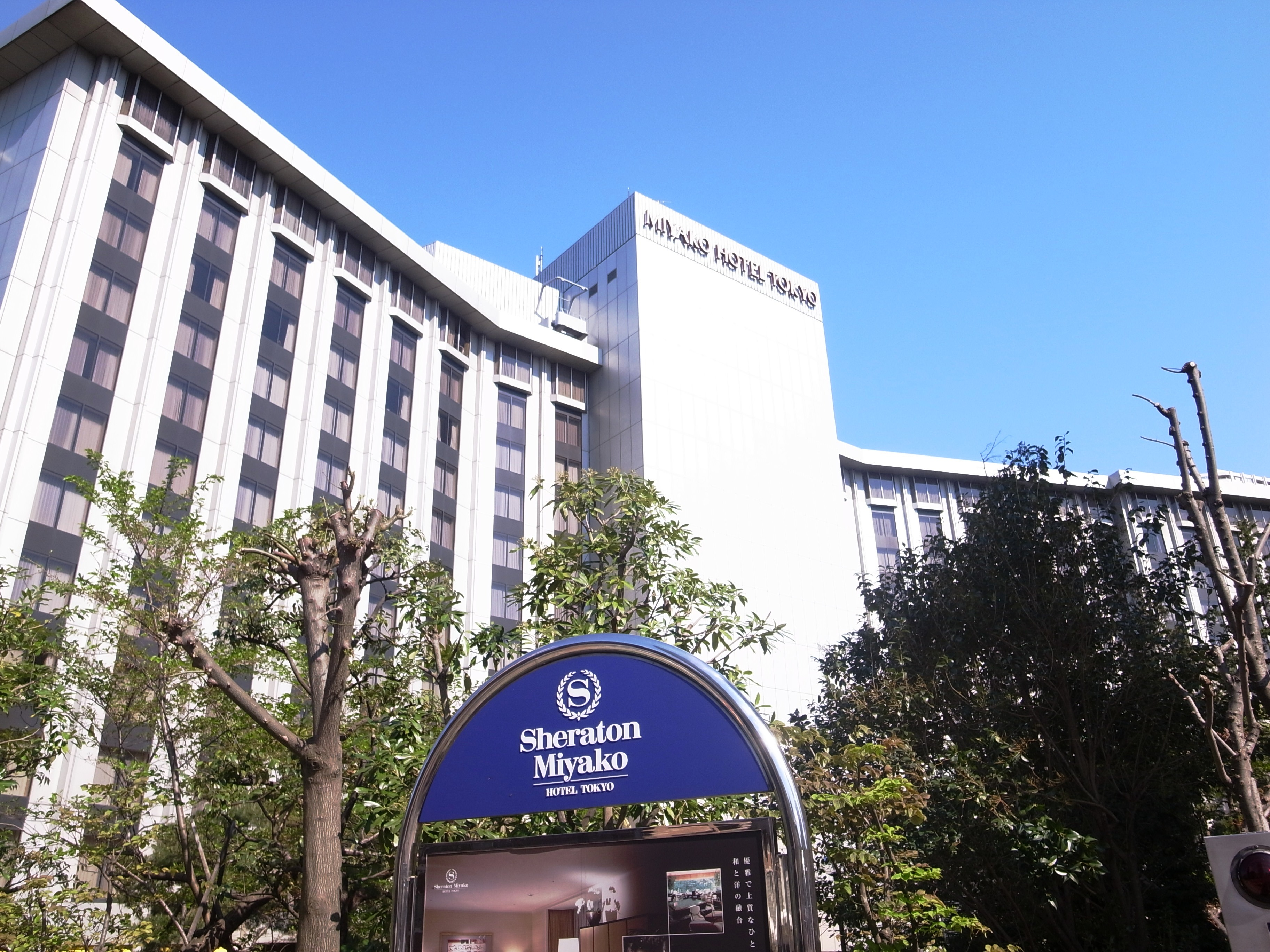

シェラトン都ホテル東京（シェラトンみやこホテルとうきょう、英: Sheraton Miyako Hotel Tokyo）は、東京都港区白金台一丁目にある高級ホテル。マリオット・インターナショナルのグループホテルである。運営は近鉄・都ホテルズ。

## 沿革
1979年7月7日、閑静な港区白金台の旧藤山愛一郎（元外務大臣・国務大臣経済企画庁長官・日本商工会議所会頭・東京商工会議所会頭・日本航空初代会長等を歴任）邸跡地に、「都ホテル東京」として開業。建物は、世界貿易センタービルなどで知られるアメリカの建築家ミノル・ヤマサキの設計。内装と日本庭園は日生劇場などで知られる村野藤吾の設計であったが、2000年以降の改装により村野のデザインの大部分は失われ、低層階（1階〜地下2階）の内装の一部（天井・椅子・階段等）にその名残りを残すのみである。
1996年にカールソン・ホテルズ・ワールドワイド（現：カールソン・レジドール・ホテルズ）と提携し、英語名のみをRadisson Miyako Hotel Tokyoとした。その後2003年には日本語名もラディソン都ホテル東京と改称したが、2007年には、カールソンとの提携を解消すると同時にスターウッド・ホテル&リゾートと提携し、2007年4月1日シェラトン都ホテル東京と改称した。
3つのレストラン、2つのラウンジ・バーのほか、エステティックサロン、バラエティーショップ、ショッピングアーケード、日本庭園がある。

## 客室
スイートルーム6室を含む全484室。全室ともセミダブルサイズ以上のベッドになっている。
- 12階 - 11階 ： プレミアムフロア THE CLUB
- 10階 - 9階： プレミアムフロア
- 8階 - 3階 ： コンフォートフロア(7階は元フロアセブン）
- 2階 ： みやびフロア

## 施設
- カフェ カリフォルニア（カフェレストラン）
- 四川（中国料理）
- バンブー（ロビーラウンジ）
- クラブラウンジ（クラブフロア宿泊者と、プラチナエリート以上のマリオット会員はクラブラウンジを利用できる。）
- M BAR（バー）、など

## 問題
2025年4月17日、シェラトン都ホテル東京など都内の大手ホテルを運営する15社が「Front　Reservation会」と呼ばれる会合にて客室単価などの内部情報を共有していたことがわかり、公正取引委員会が独占禁止法違反（不当な取引制限）の疑いで警告を出す方針を固めたことがわかった。

## アクセス
- 鉄道
  - 東京メトロ南北線・都営地下鉄三田線白金台駅徒歩4分
- バス
  - JR目黒駅東口から無料送迎バス運行（ホテル発は東京メトロ南北線・都営地下鉄三田線白金台駅での途中下車可）。
  - 成田国際空港・東京国際空港から東京空港交通のリムジンバスが運行されている。
  - 東急バス東98系統「清正公前」バス停下車すぐ。
  - JR品川駅まで無料バス（送りのみ。7:20～10:00まで20分間隔）あり。